# Harbor Island (San Diego)
Pour l’article homonyme, voir Harbor Island.
Harbor Island est une péninsule artificielle créée en 1961 à partir de dragage de ports, située dans la baie de San Diego, en Californie. 